# 耶律狼德
耶律狼德，又作耶律狠德，契丹遥辇氏部落联盟军事首领，出自契丹耶律氏。
唐朝末年，契丹联盟内部争权斗争日益微烈，耶律狼德联合部分贵族起兵，杀害迭剌部夷离堇耶律匀德实。夷离堇即军事首领。不久之后，狼德就被蒲古只用计策诱杀。匀德实是辽太祖阿保机的祖父。